# Žďárky
Žďárky (německy Klein Brand) jsou obec v okrese Náchod v Královéhradeckém kraji. Leží zhruba 3,5 kilometru jihovýchodně od Hronova. Rozkládá se na severním okraji Podorlické pahorkatiny, podél potoka Brlenky. Žije zde 579 obyvatel.

## Historie
První písemná zmínka o obci pochází z roku 1415. Žďárky jsou uvedeny v privilegiu majitele náchodského panství Albrechta Václava Smiřického z roku 1612 jako jedna ze vsí, v jejichž panské hospodě se smí čepovat náchodské pivo. Pří úpravě hranice hradecké diecéze po ztrátě Kladska (1742) byly Žďárky roku 1780 vyčleněny z farnosti v Německé Čermné (od 1945 Czermna) a spolu s Malou Čermnou zařazeny pod správu náchodského děkanství. Když r. 1786 vznikla samostatná farnost v Hronově, přešly obě vsi pod její přímou správu. Poté, co r. 1792 koupil náchodské panství Petr Biron, vévoda Kuronský a Zaháňský (poprvé v Náchodě 1796), podnikl řadu osvícených kroků, mj. založil školy v řadě vesnic včetně Žďárek.
V letech 1800–1922 se při státní hranici pod vsí Stroužným (na kladské straně) těžilo uhlí zejména pro potřeby okolních obcí včetně Hronova; místní obyvatelé pokračovali v kutání načerno pro vlastní potřebu ještě kolem r. 1950.

### Exulanti
V době pobělohorské během slezských válek emigrovaly z náboženských důvodů celé rodiny, a to pod ochranou vojska pruského krále Fridricha II. Velikého. Hromadnou emigraci evangelíků organizoval v roce 1742 Jan Liberda a zprostředkoval ji generál Christoph Wilhelm von Kalckstein. Ze Žďárek pocházeli prokazatelně tito exulanti:
- Marie Kubečková (otec Jan, Žďárky). Vdávala se 17. ledna 1773 v Husinci za Daniela Černého z Černilova. Zemřela 26. ledna 1814 v Husinci ve stáří 78 let.
- Lidmila, vdova po Janu Vavřínovi ze Střelína, původem Malinová ze Žďárek, se ve věku 42 let dne 24. listopadu 1773 v Husinci znovu vdala za Jana Jelínka, zakladatele české osady Nové Poděbrady.
- Karel Holub (* 1752 ve Žďárkách, syn Jiříkův) se 31. října 1777 v Husinci oženil s Dorotou Houšťkovou (otec Jakub, Stroužné). Karel Holub byl v roce 1799 konšelem v Poděbradech, kde žil s početnou rodinou (Prostřední Poděbrady), zemřel 10. srpna 1806, jeho manželka zemřela dva dny poté.

## Obyvatelstvo
V roce 1869 měla obec Žďárky 859 obyvatel; v roce 1900 zde žilo 915 obyv. českých, 9 německých; 577 obyv. v roce 1950, 462 v roce 1970 a 501 v roce 1980.
| Rok            | 1869 | 1880 | 1890 | 1900 | 1910 | 1921 | 1930 | 1950 | 1961 | 1970 | 1980 | 1991 | 2001 | 2011 | 2021 |
| -------------- | ---- | ---- | ---- | ---- | ---- | ---- | ---- | ---- | ---- | ---- | ---- | ---- | ---- | ---- | ---- |
| Počet obyvatel | 859  | 933  | 999  | 956  | 918  | 853  | 775  | 577  | 513  | 462  | 501  | 541  | 549  | 560  | 563  |
| Počet domů     | 124  | 139  | 138  | 144  | 159  | 156  | 168  | 172  | 157  | 147  | 154  | 185  | 230  | 242  | 258  |

## Obecní správa

### Obecní symboly
Znak a vlajka byly obci uděleny rozhodnutím předsedy Poslanecké sněmovny Parlamentu České republiky dne 9. prosince 2002.

## Pamětihodnosti
- Bartoňovy jasany, skupina památných stromů